# 掌控互联网
掌控互联网（英語：Mastering the Internet）是英国政府通讯总部（GCHQ）发起的大规模监控计划，总预算超过10亿英镑。该计划是在2009年5月被《The Register》和《星期日泰晤士報》披露的，根据新闻报道，英国政府当时就已签订了价值200万英镑的合同。随后政府发表新闻稿回应媒体，否认这是大规模监控，表示“GCHQ没有研发监控全英网络和电话的技术，也没有把目标对准英国的所有人。”
然而，2013年各国政府的大规模监控计划曝光后，证实“掌控互联网”确有其事，作为计划的一部分，GCHQ也确实进行了收集互联网上“原始”信息的工作。“原始”是指收集的信息没有进行任何过滤，英国本国公民的通讯也包括在内。

## 背景
“掌控互联网”是英国政府侦听现代化项目的一部分。《The Register》和《星期日泰晤士报》介绍称，计划的目标是用一个中央数据库系统来替代其他已取消的计划。计划的主要内容是在各互联网提供商的网络上安装数千套黑盒设备，用于深度包检测，这些设备由切爾滕納姆的GCHQ基地负责。本项目是由英国政府的单一情报账户进行拨款的，资金达1.6亿英镑，其中还包括与洛克希德·马丁和BAE Systems Detica合同，前者价值为两百万英镑。
时至2013年，这套系统已经可以从高达200多条网络光纤中收集情报，在国外接入英国的所有网络接入点中均有监控。

## 国际合作

### 加拿大
早在2007年，加拿大情报部门通信安全机构的部长约翰·亚当斯就把五眼联盟希望美国国家安全局（NSA）与盟友合作掌控互联网的计划告诉了加拿大国会：
我们想要掌控互联网。这样的挑战，全世界没有任何一个机构能做得到 —— 除了NSA。我们应该和我们的盟友联合起来。——约翰·亚当斯

### 美国
2013年，《卫报》公布了五眼联盟中美国国家安全局在“掌控互联网”计划上的详细财政开支报告。爱德华·斯诺登泄露的档案显示，NSA一共给GCHQ支付了超过1720万英镑的资金供项目所用。